# Тони Далтон
Алваро Луис Бернат "Тони" Далтон (рођен 13. фебруара 1975) је амерички и мексички глумац. Већи део каријере провео је радећи у мексичким филмовима, телевизијским серијама и позоришту. Најпознатији је по улози Лала Саламанке у серији Better Call Saul (2018–2022). Такође је тумачио лик Џека Дикена/Мачеваоца у мини-серији Марвеловог филмског универзума, Hawkeye (2021).

## Рани живот
Алваро Луис Бернат Далтон рођен је у Ларедо, Тексас, 13. фебруара 1975. године, као син америчке мајке и мексичког оца, а одрастао је у Мексико Ситију. Похађао је Eaglebrook School у Дирфилд, Масачусетс, пре него што је студирао глуму у Њујорку на Институту за позориште и филм Лија Стразберга.

## Каријера
Далтонова прва велика улога била је у мексичкој теленовели Rebelde (2004–2006). Његова прва филмска улога била је у филму Matando Cabos (2004), за који је такође написао сценарио. Касније је писао и глумио у филму Sultanes del Sur (2007). Његови други филмски кредити укључују Violanchelo (2008) и The Perfect Dictatorship (2014). Такође је имао споредну улогу у серији HBO Latin America Capadocia (2008). Главну улогу играо је у HBO серији Sr. Ávila (2017), која је освојила Међународну Еми награду за најбољу серију на неенглеском језику.
Далтон је тумачио лик Лала Саламанкe у серији Better Call Saul (2018–2022), први пут се појавивши у четвртој сезони у епизоди "Coushatta". Његова интерпретација добила је похвале критике, што му је донело номинације за једну наградy Удружења филмских глумаца и две Сатурн награде, док су га неки критичари назвали једним од најбољих зликоваца на телевизији.
Године 2021. добио је улогу Џека Дукена у минисерији Хокај након што је продуценткиња Трин Тран била импресионирана његовом изведбом у Better Call Saul.

## Филмографија

### Телевизија
| Наслов             | Улога                | Напомене           |
| ------------------ | -------------------- | ------------------ |
| Ramona             | Том                  | 1 епизода          |
| Mi destino eres tú | Полицијски службеник | 3 епизоде          |
| No te equivoques   | Он сам               | 1 епизода          |
| Clase 406          | Дагo Гарсија         | 2 епизоде          |
| Rebelde            | Гастон Дијестро      | 225 епизода        |
| Trece miedos       | Хорхе Санчез         | Епизода: "Esquela" |

### Видео игре
| Наслов                             | Улога | Напомене |
| ---------------------------------- | ----- | -------- |
| Intergalactic: The Heretic Prophet |       |          |

### Позориште
El año próximo a la misma hora (2009)
Juegos de poder (2017)

### Остали пројекти
Killing Cabos (2004), сценариста
Sultanes del Sur (2007), сценариста
Sr. Ávila (2013–2017), редитељ, сезона 4, епизода 2 - Respetuosamente
Dead in the Water подкаст (2023 -), наратор 

## Награде
Тони Далтон је номинован за награде Saturn и Screen Actors Guild, али их још није освојио.